# Jonas Basanavičius

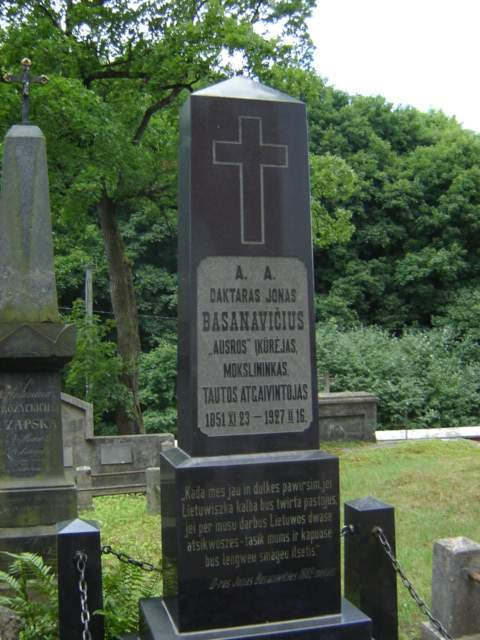
Hrob ve Vilniusu

Jonas Basanavičius (23. listopadu 1851 Ožkabaliai, Kongresové Polsko – 16. února 1927 Wilno, Druhá Polská republika) byl litevský lékař, historik, spisovatel, národní obrozenec a zakladatel prvních v litevštině psaných novin Aušra. Byl také iniciátorem a předsedou organizačního výboru Velkého vilniuského seimu v roce 1905, zakladatelem Litevské vědecké společnosti (1907), členem Litevské rady (Lietuvos Taryba) a signatářem zákona o nezávislosti Litvy ze 16. února 1918.

## Život
Narodil se ve vesničce Ožkabaliai v rodině farmářů Jurgise Basanavičiuse (1802–1879) a Maré roz. Birštonaité (1826–1890). 
Základní školu navštěvoval v Lukšiai. Ve studiu pokračoval na gymnáziu v Marijampolé a následně na Imperátorské moskevské univerzitě, kde studoval historii a filologii. Po dvou semestrech však přešel na medicinu..
V roce 1880 se stal vedoucím nemocnice v bulharském Lom Palanka. V květnu roku 1882 opustil Bulharsko a začal cestovat. Nakonec se usadil v Praze. Napsal zde předmluvu k prvnímu číslu měsíčníku Aušra. V Praze potkal také svoji budoucí ženu, Sudetskou Němku Gabrielu Eleonoru Mohlovou. Vzali se v květnu 1884 a ihned po svatbě se přestěhovali do Bulharska.

### Památníky a ulice
- V letech 1883–1884 žil Basanavičius v Praze. Toto období jeho života připomíná pamětní deska na domě čp. 529 v Balbínově ulici v pražských Vinohradech.[1]
- V bulharské Varně je podle něj pojmenovaná ulice
- Ulice jsou podle Basanavaičia pojmenovány také ve městech v Litvě, například v Palanze

### Fotogalerie

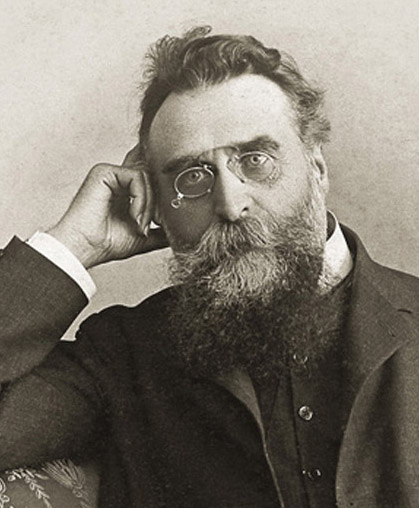
Jonas Basanavičius
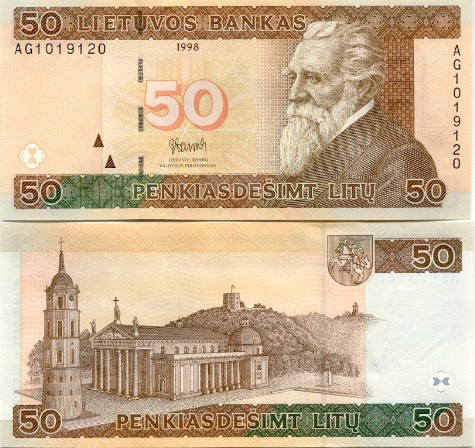
Jonas Basanavičius na litevské bankonvce 50 litas
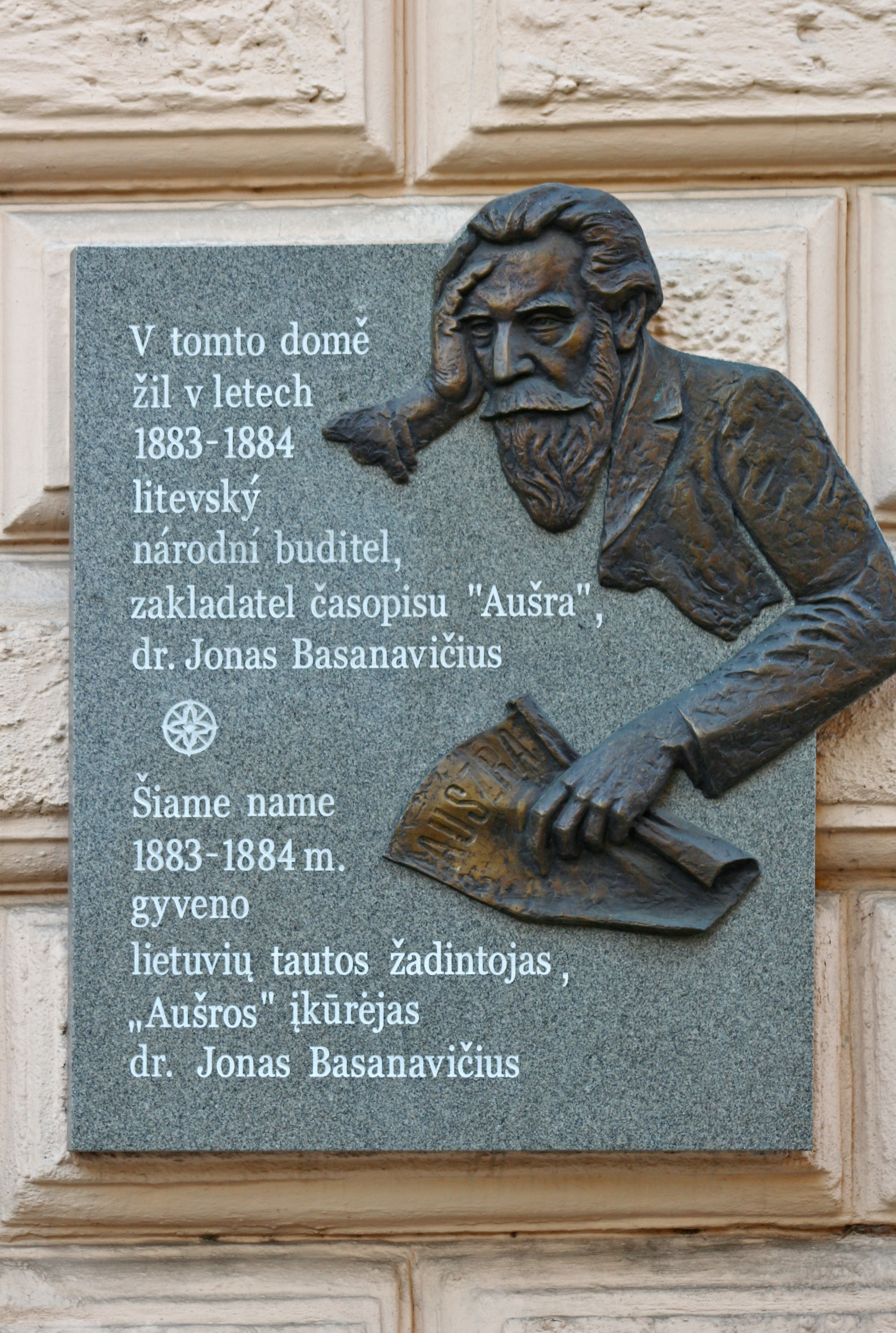
Pamětní deska Jonase Basanavičiuse na domě v Praze

## Česká vydání
- Otcové a děti – in: 1000 nejkrásnějších novel... č. 93, úvod František Sekanina, přeložil Karel Handzel, s. 73–86. Praha: J. R. Vilímek, 1913